# Piteå HC
Piteå HC är en svensk ishockeyklubb i Piteå, bildad 1986.

## Historia
Piteå HC bildades 1986 och var då en sammanslagning av ishockeyverksamheterna i främst Piteå IF, Munksund-Skuthamns SK och Öjeby IF. Ishockeyn hade fram till dess resultatmässigt burits upp av Piteå IF som under flera år spelat i ishockeyns näst högsta serie med kval till Allsvenskan (dåvarande Sveriges högsta hockeydivision) 1964 som främsta merit.
Klubben spelar just nu i Hockeyettan och har tidigare spelat i norra Allsvenskan.

## Ungdomsverksamhet
- J20-lag Elit
- J18-lag Elit

Föreningen bedriver även en sommarhockeyskola i samarbete med Tomas Holmström för barn mellan 9 och 15 år. Det finns även ett Hockeygymnasium på det lokala gymnasiet "Strömbackaskolan" där Piteå Hockey bedriver en treårig hockeyutbildning för ungdomar. Piteå försöker nu få riksintagning till denna utbildning.
Piteå har under många år blivit kallad en talangfabrik av många, där spelare som Tomas Holmström, Mikael Renberg och Stefan Persson vuxit upp. På senare år har denna stämpel försvunnit lite eftersom minskning av elitspelare som har producerats i Piteå. Piteå är dock fortfarande en väldigt bra klubb för eventuella utvecklande produkter. Det finns många bra exempel som har kommit till Piteå efter en misslyckad runda i antingen Allsvenskan eller andra Division 1 klubbar. Till exempel Pär Lindholm spelade för Sundsvall och kom sedan till Piteå för utveckling, året efter skriver han på ett kontrakt för Karlskrona som då spelade i Allsvenskan. Pär spelade en säsong i Karlskrona innan han skrev på ett kontrakt med moderklubben Skellefteå AIK.  
Piteås J20 spelade dessutom playoff till Superelit 2015, efter en extraordinär grundserie där man endast förlorade två matcher.

## Säsonger

### Division I 1986–1999
När elitserien inrättades 1975 blev Division I andraserien i Sverige. Piteå var med från början och spelade alla säsongerna i divisionen fram till 1999. Oftast var man ett mittenlag och man tog sig aldrig till Allsvenskan under denna tid. Däremot spelade man flera gånger i Playoff efter att ha placerat sig bra i fortsättningsserien. Bästa säsongen under denna tid var 1982/82 då man kom tvåa i serien och gick vidare till Playoff 2. För årens före 1986 se Piteå IF.
| Säsong    | Division         | Placering | Vårserie                  | Kval/Playoff                                                                                |
| --------- | ---------------- | --------- | ------------------------- | ------------------------------------------------------------------------------------------- |
| 1986/1987 | Division I Norra | 6         | 1:a i fortsättningsserien | Utslagna av Hammarby IF i Playoff 1                                                         |
| 1987/1988 | Division I Norra | 4         | 2:a i fortsättningsserien | Utslagna av VIK Hockey i Playoff 1                                                          |
| 1988/1989 | Division I Norra | 4         | 3:a i fortsättningsserien |                                                                                             |
| 1989/1990 | Division I Norra | 6         | 6:a i fortsättningsserien |                                                                                             |
| 1990/1991 | Division I Norra | 9         | 5:a i fortsättningsserien |                                                                                             |
| 1991/1992 | Division I Norra | 7         | 6:a i fortsättningsserien |                                                                                             |
| 1992/1993 | Division I Norra | 8         | 6:a i fortsättningsserien |                                                                                             |
| 1993/1994 | Division I Norra | 6         | 4:a i fortsättningsserien |                                                                                             |
| 1994/1995 | Division I Norra | 8         | 4:a i fortsättningsserien |                                                                                             |
| 1995/1996 | Division I Norra | 7         | 5:a i fortsättningsserien |                                                                                             |
| 1996/1997 | Division I Norra | 9         | 6:a i fortsättningsserien |                                                                                             |
| 1997/1998 | Division I Norra | 10        | 5:a i fortsättningsserien | 1:a i kvalserien till Division I                                                            |
| 1998/1999 | Division I Norra | 5         | 1:a i fortsättningsserien | Utslagna av Skellefteå AIK i Playoff 1. Serieomläggning, kvalificerade för nya Allsvenskan. |

### 2000-talet
1999 grundades den nya Allsvenskan som en egen serie. Piteå var med från början och sex säsonger framåt innan man återgick till Division 1 där man gick vidare till Allettan nästan varje säsong. Framgångsrikaste säsongen under denna period var 2003/2004 då man kom tvåa i Allsvenskan och spelade playoff för kval till Elitserien.
| Säsong    | Division          | Placering | Vårserie                      | Kval/Playoff                                                                                       |
| --------- | ----------------- | --------- | ----------------------------- | -------------------------------------------------------------------------------------------------- |
| 1999/2000 | Allsvenskan Norra | 9         | 6:a i Allsvenskan Norra vår   | |
| 2000/2001 | Allsvenskan Norra | 7         | 4:a i Allsvenskan Norra vår   | |
| 2001/2002 | Allsvenskan Norra | 6         | 3:a i Allsvenskan Norra vår   | |
| 2002/2003 | Allsvenskan Norra | 8         | 3:a i Allsvenskan Norra vår   | |
| 2003/2004 | Allsvenskan Norra | 5         | 2:a i Allsvenskan Norra vår   | Playoff: Utslagna av Skellefteå                                                                    |
| 2004/2005 | Allsvenskan Norra | 6         | 5:a i Allsvenskan Norra vår   | 4:a i kvalserien till Hockeyallsvenskan, nerflyttade                                               |
| 2005/2006 | Division 1A       | 1         | 1:a i Division 1 A/B Allettan | 4:a i kvalserien till Hockeyallsvenskan                                                            |
| 2006/2007 | Division 1A       | 1         | 1:a i Allettan Norra          | Playoff: Besegrar Örebro, 5:a i Kvalserien till Hockeyallsvenskan                                  |
| 2007/2008 | Division 1A       | 3         | 3:a i Allettan Norra          | |
| 2008/2009 | Division 1A       | 3         | 2:a i Allettan Norra          | Playoff: Besegrar Hudiksvall, utslagna av Asplöven                                                 |
| 2009/2010 | Division 1A       | 2         | 4:a i Allettan Norra          | Playoff: Besegrar Sollefteå, utslagna av Asplöven                                                  |
| 2010/2011 | Division 1A       | 4         | 5:a i Allettan Norra          | |
| 2011/2012 | Division 1A       | 4         | 5:a i Allettan Norra          | |
| 2012/2013 | Division 1A       | 3         | 3:a i Allettan Norra          | Playoff: Besegrar Sollefteå, Åker/Strängnäs och Sundsvall. 6:a i kvalserien till Hockeyallsvenskan |
| 2013/2014 | Division 1 Norra  | 1         |                               | Playoff: Besegrar Kristianstad 6:a i kvalserien till Hockeyallsvenskan                             |
| 2014/2015 | Hockeyettan Norra | 3         | 4:a i Allettan Norra          | Playoff: Besegrar Örnsköldsvik, utslagna av Troja                                                  |
| 2015/2016 | Hockeyettan Norra | 2         | 4:a i Allettan Norra          | Playoff: Besegrar Lindlöven, utslagna av Södertälje                                                |
| 2016/2017 | Hockeyettan Norra | 2         | 5:a i Allettan Norra          | Playoff: Besegrar Örnsköldsvik och Väsby, utslagna av Visby                                        |
| 2017/2018 | Hockeyettan Norra | 1         | 2:a i Allettan Norra          | Playoff: Besegrar Kalix och Kallinge-Ronneby. 6:a i kvalserien till Hockeyallsvenskan              |
| 2018/2019 | Hockeyettan Norra | 1         | 4:a i Allettan Norra          | Playoff: Besegrar Teg, utslagna av Hudiksvall                                                      |
| 2019/2020 | Hockeyettan Norra | 2         | 7:a i Allettan Norra          | Playoff: Utslagna av Tranås                                                                        |
| 2020/2021 | Hockeyettan Norra | 4         | 8:a i Allettan Norra          | Slutspel: Besegrar Vallentuna, utslagna av Hudiksvall                                              |
| 2021/2022 | Hockeyettan Norra | 4         | 7:a i Allettan Norra          | Slutspel: Utslagna av Kalix                                                                        |
| 2022/2023 | Hockeyettan Norra | 3         | 3:a i Allettan Norra          | Slutspel: Besegrar Kalix och Mariestad, 6:a i kvalserien.                                          |

## Kända spelare som spelat i klubben
Samtliga spelare nedan räknas som kult-/stjärnspelare enligt ishockeydatabasen Elite Prospects. Elite Prospects räknar även Jan Asplund, Stefan Persson och Hans Svedberg som kultspelare i Piteå HC, vilket är felaktigt. Eftersom ingen av dem har spelat i den klubben, utan bara i Piteå IF:s tidigare ishockeysektion, som sedermera gick ihop i Piteå HC.
- Thomas Berglund
- Leif R. Carlsson
- Lars Edström
- Tomas Holmström
- Lars Hurtig
- Lars Lindgren
- Mikael Renberg
- Jan Sandström
- Johan Strömwall
- Henrik Tallinder
- Mattias Öhlund